# Alexandre Gendebien
Alexandre Joseph Célestin Gendebien (Bergen, 4 mei 1789 - Brussel, 6 december 1869) was een advocaat in het Verenigd Koninkrijk der Nederlanden en in het latere België, waar hij ook minister van Justitie was. Gendebien speelde een belangrijke rol in de Belgische Revolutie.

## Levensloop
Gendebien was de zoon van advocaat Jean-François Gendebien. Hij deed zijn middelbare studies in Doornik, studeerde rechten aan de Rijksuniversiteit Leuven, en werd advocaat aan de balie van Brussel. In die hoedanigheid verdedigde hij de politieke activisten Louis de Potter en François Claes voor het hof van assisen.
In 1811 trouwde hij in Brussel met Sophie Barthélémy, dochter van Antoine Barthélémy, die hij later in het Nationaal Congres als collega zou hebben en die hem in 1831 als minister van Justitie opvolgde.

## Politiek
Gendebien was een uitgesproken tegenstander van koning Willem I der Nederlanden. Hij identificeerde als democraat en republikein, maar zag als rattachist de Zuidelijke Nederlanden het liefst opnieuw een deel van Frankrijk worden.

## Rol in de Belgische Revolutie van 1830

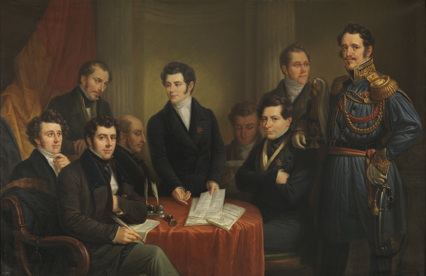
Het Voorlopig bewind, van links naar rechts: Gendebien, Jolly, Rogier, De Potter, Van de Weyer, De Coppin, De Mérode, Van der Linden, Van der Linden d'Hooghvorst

De Bergense advocaat Gendebien speelde een belangrijke rol bij de Belgische Revolutie van 1830. Gendedien zat bij de redactie van de liberale krant Courrier des Pays-Bas, die kritisch was tegen de regering van koning Willem I.
In de nacht van 24 op 25 augustus kwam Gendebien vanuit Frankrijk met een groep medestanders naar Brussel en werd hij lid van het veiligheidscomité dat zich later op 26 september aandiende als het Voorlopig Bewind. Onder zijn leiding en samen met zijn Brusselse collega Sylvain Van de Weyer werden na een optreden van De Stomme van Portici gwelddadige demonstraties georganiseerd.
Als lid van het Voorlopig Bewind ging Gendebien weer naar Frankrijk om steun te zoeken en voor te stellen dat koning Lodewijk Filips I van Frankrijk onder een vorm van personele unie ook koning van de Belgen zou worden. De Fransen verklaarden dat aansluiten bij Frankrijk niet aan de orde was. De grootmachten, en met name Groot-Brittannië zouden dit niet aanvaarden, slechts 15 jaar na Waterloo.
Bij de verkiezing van het Nationaal Congres werd Alexandre Gendebien vertegenwoordiger van het arrondissement Bergen (hij was ook in Brussel verkozen), terwijl zijn vader verkozen werd voor Zinnik en zijn broer Jean-Baptiste Gendebien voor Charleroi. Hoewel principieel republikein, stemde hij toch voor de monarchie en ging mee de troon aanbieden aan de Franse prins Lodewijk van Orléans. Ook dit voorstel werd geweigerd.

## Organisatie van de nieuwe staat
Onder regent Surlet de Chokier werd Gendebien minister van Justitie in de regering-De Gerlache-Goblet d'Alviella. Hij stichtte de Association nationale om de orangisten te bestrijden, ook hen die de Belgische troon bij wijze van compromis wilden aanbieden aan de Nederlandse kroonprins Willem.
In het verslag van de ministerraad van 19 maart 1831 zei Gendebien dat hij nogsteeds een voorstander is van aansluiting bij Frankrijk, en dat hij gelooft dat dat de enige manier is om een (Nederlandse) restauratie te vermijden, maar dat het thans zijn plicht is om mee te werken aan de onafhankelijkheid.
Hij diende ook als vrijwilliger tijdens de Tiendaagse Veldtocht. Gendebien zorgde daarnaast voor de financiering van het Belgische leger en ambtenarij met hulp van Franse banken.
Naarmate de revolutie vorderde nam de politieke concurrentie toe, en Gendebien verloor invloed na de overwinningen van gematigde politici. Van 1831 tot 1839 bleef hij wel zetelen in de Kamer van Volksvertegenwoordigers.

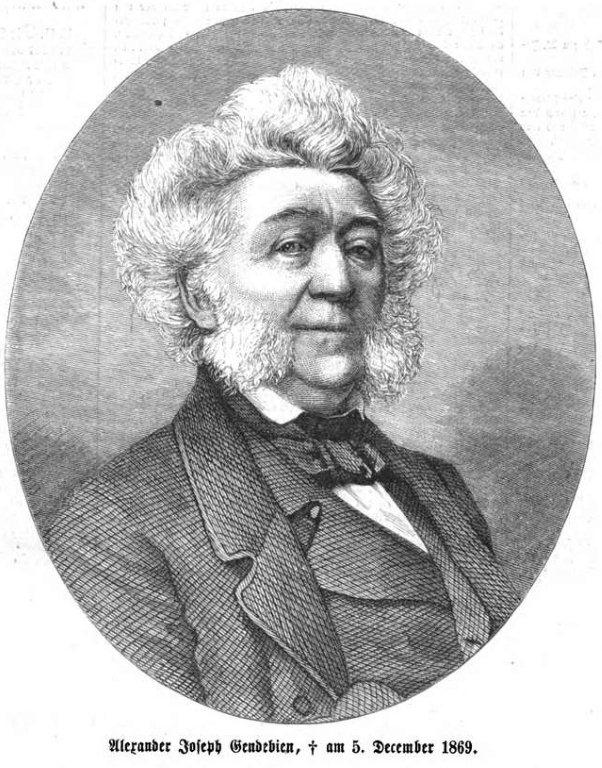
Portret van Gendebien

In 1833 kreeg hij het in het parlement aan de stok met Charles Rogier. De mannen vochten hun ruzie uit met een duel in het Zoniënwoud. Rogier kreeg daarbij een kogel door de wang.
In 1839 was zijn politieke rol uitgespeeld. De regering benoemde hem tot procureur-generaal bij het Hof van Cassatie, maar hij oefende die functie niet uit. Hij was wel nog volksvertegenwoordiger maar werd geen minister meer. Hij verzette zich fel tegen toegevingen aan Willem I, onder meer tegen het "teruggeven" van de oostelijke delen van Limburg en Luxemburg. Toen het Belgische parlement in 1839 toch het Verdrag van Londen ratificeerde, verliet hij de zaal, roepende: Non, trois cent quatre-vingt mille (380.000) fois non, pour les 380.000 Belges, que vous sacrifiez à la peur (Neen, 380.000 maal neen, voor de 380.000 Belgen die u opoffert aan de angst). Hij nam ontslag maar bleef nog gemeenteraadslid van Brussel (1830-1848), waar hij de verfransingspolitiek sterk ondersteunde.
Hij vervulde ook talrijke beheersmandaten in de steenkoolmijnen en andere vennootschappen waar zijn familie aandeelhouder in was.
Op hoge leeftijd werd Gendebien blind. Zijn memoires dicteerde hij aan een kleinzoon.
Hij heeft een standbeeld ontworpen door Charles Van der Stappen op de Frère-Orbansquare in Brussel, recht tegenover het Paleis van de markies van Assche (Raad van State). Het standbeeld werd in 1874 onthuld op het Gerechtsplein en in 1956 naar haar huidige locatie verplaatst.

## Publicatie
- Aperçus de la part que j’ai prise à la révolution de 1830 (« Mémoires »), 1866-1867